# Tibor Selymes
Tibor Selymes (Bălan, 14 mei 1970) is een voetbalcoach en voormalig voetballer uit Roemenië.

## Carrière
Selymes begon op jonge leeftijd bij FC Brasov en bleef daar zijn hele jeugd lang. De linker verdediger/middenvelder raakte zelfs tot in het A-elftal van de Roemeense club, waar hij in 1987 zijn debuut maakte. Uiteindelijk speelde Selymes drie seizoenen in het A-elftal van FCM Brasov, dan trok hij naar Dinamo Boekarest, de Roemeense topploeg. Daar bleef hij ook drie seizoenen en trok dan naar het buitenland.
Zo kwam Tibor Selymes terecht bij het Belgische Cercle Brugge. Selymes veroverde een basisplaats in het eerste elftal van Cercle en viel op door zijn sobere speelstijl. In 1996 kocht RSC Anderlecht hem over. In zijn eerste 2 seizoenen voor Anderlecht speelde hij vaak maar na zijn tweede seizoen mindere het. Er kwamen constant nieuwe trainers en Selymes zat vaak op de bank. Tijdens het seizoen 1999-2000 trok hij naar Standard Luik. Daar bleef de Roemeense middenvelder tot 2001 en ging dan naar Hongarije om er bij Haladas VFC te gaan voetballen. Na één seizoen stapte Selymes op en ging naar Debreceni VSC, waar hij twee seizoenen bleef.
Na Hongarije ging Tibor Selymes in 2004 naar AEL Limassol uit Cyprus. In 2005 stopte hij met voetballen. Selymes speelde ook 46 keer voor de nationale ploeg van Roemenië.
Selymes werd na zijn actieve carrière voetbaltrainer. Van 2005 tot 2006 was hij trainer van het Hongaarse FC Sopron. In 2009 hervatte hij zijn trainerscarrière in eigen land bij toenmalig tweedeklasser Sportul Studențesc. Hij leidde de club naar promotie. Sinds het seizoen 2010-2011 is Selymes trainer van Astra Ploiești. 

## Clubstatistieken
| Seizoen | Club             | Duels | Goals | Competitie            |
| ------- | ---------------- | ----- | ----- | --------------------- |
| 1987/88 | FC Brasov        | 12    | 1     | Liga 1                |
| 1988/89 | FC Brasov        | 21    | 1     | Liga 1                |
| 1989/90 | FC Brasov        | 31    | 1     | Liga 1                |
| 1990/91 | Dinamo Boekarest | 26    | 2     | Liga 1                |
| 1991/92 | Dinamo Boekarest | 27    | 0     | Liga 1                |
| 1992/93 | Dinamo Boekarest | 30    | 4     | Liga 1                |
| 1993/94 | Cercle Brugge    | 24    | 1     | Eerste klasse         |
| 1994/95 | Cercle Brugge    | 28    | 0     | Eerste klasse         |
| 1995/96 | Cercle Brugge    | 31    | 3     | Eerste klasse         |
| 1996/97 | RSC Anderlecht   | 30    | 1     | Eerste klasse         |
| 1997/98 | RSC Anderlecht   | 23    | 1     | Eerste klasse         |
| 1998/99 | RSC Anderlecht   | 11    | 1     | Eerste klasse         |
| 1999/00 | RSC Anderlecht   | 1     | 0     | Eerste klasse         |
|         | Standard Luik    | 19    | 1     | Eerste klasse         |
| 2000/01 | Standard Luik    | 15    | 0     | Eerste klasse         |
| 2001/02 | Haladas VFC      | 8     | 0     | Magyar Labdarúgó Liga |
| 2002/03 | Debreceni VSC    | 24    | 3     | Magyar Labdarúgó Liga |
| 2003/04 | Debreceni VSC    | 13    | 1     | Magyar Labdarúgó Liga |
| 2004/05 | AEL Limassol     | 8     | 1     | A Divizion            |
| Totaal  |                  | 382   | 22    |                       |